# Андрея
Андре́я, или Андре́а, или Андреэ́я (лат. Andreaea) — род мхов, один из двух родов в семействе Андреевые (Andreaeaceae) порядка Андреевые (Andreaeales) и класса Андреевые мхи (Andreaeopsida).
Род был назван в честь немецкого фармацевта, химика и натуралиста Иоганна Герхарда Рейнхарда Андреэ (1724—1793).

## Описание и распространение
Полную характеристику семейства см. в статье Андреевые
Однодомные или двудомные растения с жёсткими прямостоячими стеблями. Листья вогнутые, с тупой или заострённой верхушкой, могут нести жилку или не иметь её; листья, окружающие коробочку, крупнее прочих. Коробочка продолговато-яйцевидная, при созревании растрескивается 4—6 продольными щелями, не доходящими до верхушки и основания.

## Виды
Род включает около ста видов. Некоторые из них:
- Andreaea alpestris (Thed.) Schimp.
- Andreaea alpina Hedw. — Андрея альпийская
- Andreaea blyttii Schimp.
- Andreaea depressinervis Cardot
- Andreaea frigida Hübener — Андрея холодная
- Andreaea gainii Cardot
- Andreaea heinemannii Hampe & Müll.Hal.
- Andreaea megistospora B.M.Murr.
  - Andreaea megistospora subsp. epapillosa (B.M.Murr.) H.A.Crum & L.E.Anderson
  - Andreaea megistospora subsp. megistospora B.M.Murr.
- Andreaea mutabilis Hook.f. & Wilson
- Andreaea nivalis Hook.
- Andreaea obovata Thed.
- Andreaea rothii F.Weber & D.Mohr
  - Andreaea rothii subsp. papillosa C.Muell.
  - Andreaea rothii subsp. rothii F.Weber & D.Mohr
- Andreaea rupestris Hedw. — Андрея наскальная
  - Andreaea rupestris subsp. papillosa (Lindb.) Podp.
  - Andreaea rupestris subsp. rupestris Hedw.
- Andreaea schofieldiana B.M.Murr.
- Andreaea sinuosa B.M.Murr.
- Andreaea wilsonii Hook.f.

По данным В. Р. Филина, на территории бывшего СССР встречается 15 видов.